# Palazzo Baronale (Borrello)
Il Palazzo Baronale è sito in via Roma a Borrello, in provincia di Chieti. L'ingresso è in piazza Marconi, e oggi ospita la sede municipale di Borrello e il museo delle tradizioni contadine.

## Storia

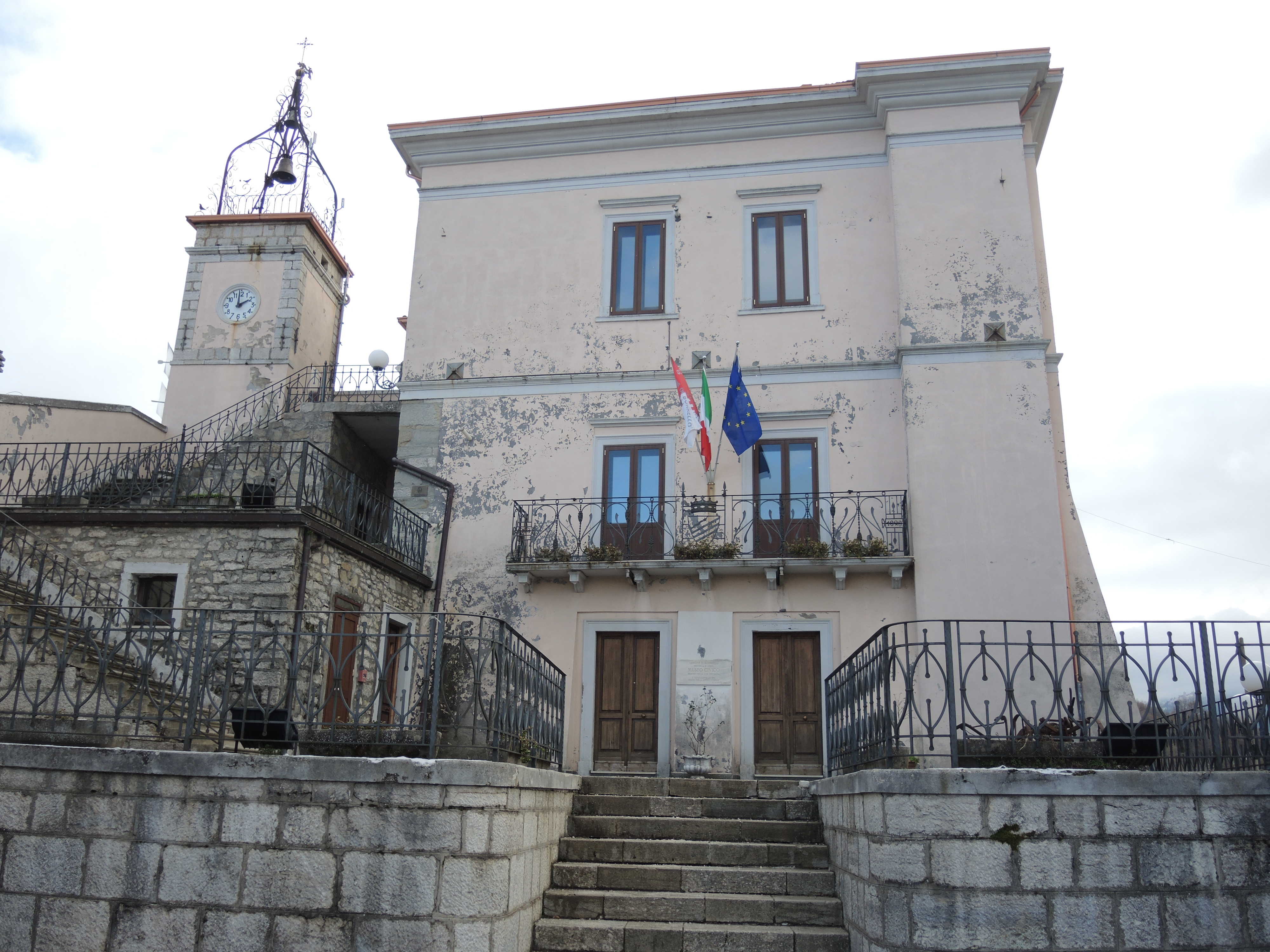
Vista del palazzo

In un documento del Civitas Burrelli del 1754 scritto dall'ingegner Juliani, il palazzo baronale di Borrello viene citato il "Castello della Baronal Camera" composto da una torre con mura a "Scarapa" con terreni della camera baronale adiacenti composti dal giardino ortolizio e da una cantina presso la chiesa di Sant'Onofrio. Nel documento vengono descritte anche le stanze e la loro conservazione all'epoca. Nel 1913 il comune di Borrello acquistò il palazzo dalla famiglia Mascitelli di Atessa, ultimi feudatari di Borrello, per farne la sede del municipio; così si iniziarono i lavori di adeguamento. I bombardamenti del 1943 fecero crollare il tetto ed i solai. Fu ricostruito dal Genio Civile che lo riportò allo stato attuale. Attualmente è sede del municipio.

## Struttura
È costituito da tre piani. Sull'ultimo piano poggiava anticamente il ponte levatoio, nel punto ove si erge la Torre dell'Orologio. Le pareti sono rosa, mentre le cornici marcapiano, il cornicione, gli stipiti e gli architravi sono colorati di grigio. Il coronamento è costituito da un cornicione alto che segue le forme dell'edificio che celano il tetto a pagidione. È considerato un esempio ben noto dell'arte tardo-rinascimentale del Lazio.